# 독일 식민제국
독일 식민제국(독일어: Deutsches Kolonialreich)은 독일 제국의 일부로서 19세기 말에 형성된 해외 영토이다. 독일 각 주들에 의한 단기적인 식민지 획득 활동이 이전 세기부터 일어났으나, 본격적인 독일 제국의 식민지 획득 활동은 1894년에 시작되었다. 독일 식민지 제국은 공식적으로 제1차 세계 대전에서 독일이 패배한 후인 1920년 1월 10일 베르사유 조약에 의해 해체되었다.

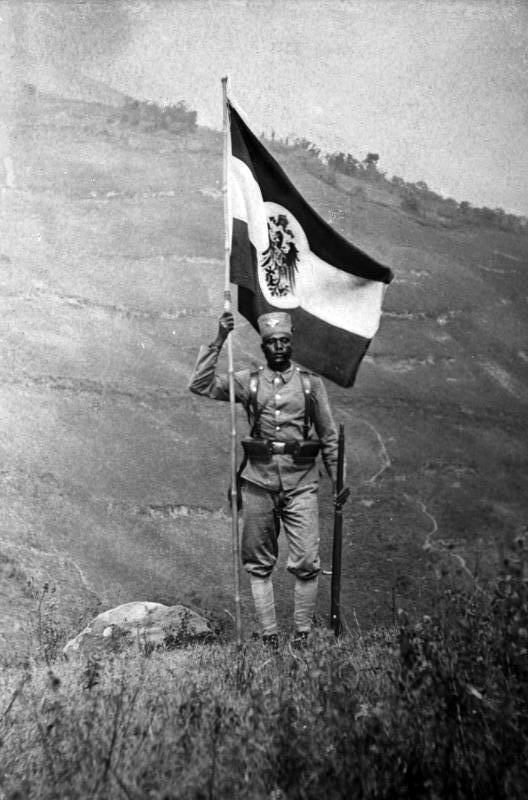
독일령 동아프리카 현지인이 독일 식민지 국기를 들고 있다.

## 독일 제국의 식민지 목록

### 아프리카
- 독일령 동아프리카
- 독일령 남서아프리카
- 독일령 서아프리카
  - 독일령 카메룬
  - 토골란드

### 오세아니아
- 독일령 뉴기니
- 독일령 사모아

### 아시아
- 자오저우 만 조차지
- 톈진 조계

## 같이 보기
- 이전 독일 식민지 목록
- 독일의 아메리카 식민지화
- 독일 동아프리카 회사
- 독일 뉴기니 회사
- 블란덴버거 골드 해변
- 제국 식민지 사무소